# Candelabrum microsporum
Candelabrum microsporum är en svampart som beskrevs av R.F. Castañeda & W.B. Kendr. 1991. Candelabrum microsporum ingår i släktet Candelabrum, divisionen sporsäcksvampar och riket svampar.   Inga underarter finns listade i Catalogue of Life.